# Samira Said
Samira Saïd egentligen Samira Bensaïd, födelseår oklart, 1957-1961 uppges, i Rabat, är en marockansk popsångerska inom arabisk musik (raï).
Saïd började sjunga redan vid låg ålder. Hon framträdde första gången i marockansk television och flyttade senare till Egypten under det tidiga 1980-talet. År 1983 hade hon sin första riktiga hit: "Alemnah Al hob" vilket gjorde att hon slog igenom i Egypten.
Hennes bäst säljande album är de senaste hon släppt. Hon är gift med den marockanska affärsmannen Moustapha Naboulssi och tillsammans har de en son, Shadi.
Samira deltog år 1980 i Eurovision Song Contest och kom på artonde plats. Låten hette Bitakat Hob.

## Diskografi
1. El hob elli ana a'aycheh (1980)
2. Bitakat Hob (1980)
3. ben lif (1981)
4. Hikaya (1982)
5. Allemnah el hob (1983)
6. Ketr al kalam (1983)
7. Methaya'li (1984)
8. Lilet el ouns (1984)
9. Ya damaiti haddi (1984)
10. Ehki ya chahrazed (1985)
11. Youm akablak fih (1985)
12. Ech gab li gab (1985)
13. Amrak ajib en (1986)
14. Ana walla anta (1989)
15. Moch hatnazel a'anak (1986)
16. Sibak (1986)
17. Ya ebn al halel (1987)
18. Ghariba (1988)
19. Sibni louahdi (1988)
20. Ensani (1989)
21. Ba'adin neta'ateb (1990)
22. Choft el amar (1991)
23. Hannitlak (1992)
24. Khayfa (1992)
25. a'ach'a (1993)
26. Kolli de echa3at (1995)
27. Enta habibi (1997)
28. a'al bal (1998)
29. Rouhi (1999)
30. Lila habibi (2001)
31. Youm Wara Youm (2002)
32. Aweeny Beek (2004)
33. Ayaam Hayati (2008)